# Is Always Over Now?
"Is Always Over Now?" (Acabou o sempre agora?) foi a canção que representou a Irlanda no Festival Eurovisão da Canção 1998 que se realizou em Birmingham, na Inglaterra, no Reino Unido.
A referida canção foi interpretada em inglês por Dawn Martin. Foi décima-terceira canção a ser interpretada na noite do festival, a seguir à canção da Eslovénia "Naj bogovi slišijo", interpretada por  Vili Resnik e antes da canção de Portugal  "Se eu te pudesse abraçar", interpretada por  Alma Lusa. Terminou a competição em nono lugar, tendo recebido um total de 64 pontos. No ano seguinte, em 1999, a Irlanda foi representada com a canção "When You Need Me", interpretada por The Mullans

## Autores
- Letrista: Gerry Morgan
- Compositor: Gerry Morgan
- Orquestrador: Noel Kelehan

## Letra
A canção é uma balada romântica, cantada na perspetiva de uma mulher ao fim de um relacionamento. Ela diz ao seu ex-amante que "sempre, você disse, era eu e você", e assim maravilhas "é sempre mais agora? / Será que ela nunca duram muito tempo?"

## Curiosidade
Este foi o "canto do cisne" do Noel Kelehan na Eurovisão. Este condutor acompanhou 29 canções da Eurovisão, entre os quais 24 eram canções da Irlanda. Ninguém participou em tantas ocasiões na Eurovisão (e com a abolição das orquestras, provavelmente, ninguém irá). Ele orquestrou nada menos que cinco músicas vencedoras do evento.